# Кашиева, Кейсар Сейфулла кызы
Кейсар Сейфулла кызы Кашиева (азерб. Qeysər Seyfulla qızı  Kaşıyeva; 7 июня 1893, Тифлис — 17 апреля 1972, Баку) — азербайджанская художница. Первая азербайджанка, получившая образование художника.

## Биография
Родилась 7 июня 1893 года в семье военного в Тифлисе. В 1907—1908 гг. училась в художественном классе при Кавказском Обществе Изобразительного Искусства. На раннем этапе творчества работала в Закавказском мусульманском женском благотворительном обществе, которая объединяла женщин тюркско-мусульманской элиты Тифлиса, работала над афишами и плакатами, писала пригласительные на культурные мероприятия и т. д. Её первые работы были написаны акварелью, карандашом, тушью или углём. Учителями Кейсар Кашиевой являлись известные немецкие художники — выпускник Мюнхенской художественной академии Оскар Шмерлинг и Карл Зуммер.
В 1916 году она вышла замуж за кадрового офицера Ширин-бека Кесаманского, вернувшегося после ранения во время Первой мировой войны в Тифлис, позднее получившим звание полковника. В этом же году у них родилась дочь Лея. Но семейное счастье длилось недолго. Муж художницы умер от малярии в 1919 году. Их единственная дочь впоследствии станет химиком и умрёт в 1994 году.
После создания независимой Азербайджанской Демократической Республики Кейсар Кашиева переехала в Баку (в конце 1918 года), где занималась просветительской работой среди женщин, участвуя в культурной жизни молодой республики. После советизации Азербайджана начала заведовать отделом изобразительного искусства при женском клубе им. А.Байрамова, где обучала девушек в художественном классе. В эти годы Кашиева делала оригинальные иллюстрации для популярного женского журнала «Шярг гадыны». В 1930-е годы К.Кашиева вышла замуж за партийного работника Зульфугара Сеидбейли. Детей от этого брака не было. В 1938 году муж Кашиевой был репрессирован. Художница, как жена «врага народа», последовала за ним. Кашиева была реабилитирована и вернулась из ссылки лишь в 1956 году. Она продолжала рисовать.
Скончалась художница 17 апреля 1972 года в Баку. Альбомы с рисунками Кашиевой хранятся в Музее искусств Азербайджана.

## Творчество
Незначительная часть сохранившихся произведений Кашиевой хранится в Музее искусств Азербайджана. Они представлены альбомами с рисунками художницы. В Музее истории Азербайджана хранятся некоторые личные вещи Кашиевой и эскизы рисунков.
На раннем этапе своего творчества Кашиева составляла афиши и плакаты для мероприятий Тифлисского женского благотворительного общества. В период с 1905 по 1915 год создала многочисленные портреты, рисунки и пейзажи, работая акварелью, чёрной тушью, карандашом и углём. Среди произведений данного периода имеются «Портрет И. Гончарова» (1909), «Мусульманский интеллигент» (1912), «Берег озера» (1914), «Баба Яга» (1915) и др.
Нарисованные Кашиевой после 1918 года в Баку акварелью и маслом в реалистическом направлении произведения, такие как «Знатная женщина», «Старый сторож», «Грузинская девочка», «Охотник», «Пожарник», «Портрет Гоголя» и др., отличаются своеобразием исполнения.

## Произведения
- «Портрет Гончарова (1909)»
- «Типы Николая Гоголя (1909)»
- «Мусульманский интеллигент (1912)»
- «Берег озера (1914)»
- «Баба-Яга (1915)»

## Фотографии
- Кейсар Кашиева за работой
- Кейсар Кашиева и её муж Ширин-бек Кесаманский